# Caraá

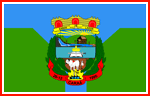
Bandera de Caraá

Caraá es un municipio brasilero del estado de Rio Grande do Sul.
Se encuentra ubicado a una latitud de 29º47'24" Sur y una longitud de 50º26'06" Oeste, estando a una altitud de 38 metros sobre el nivel del mar. Su población estimada para el año 2004 era de 6.618 habitantes.
Ocupa una superficie de 295,36 km².
- Datos: Q973169
- Multimedia: Caraá / Q973169